# Кашина Кампања (Павија)
Кашина Кампања је насеље у Италији у округу Павија, региону Ломбардија.
Према процени из 2011. у насељу је живело 305 становника. Насеље се налази на надморској висини од 84 м.